# St. Gangolf (Oerel)

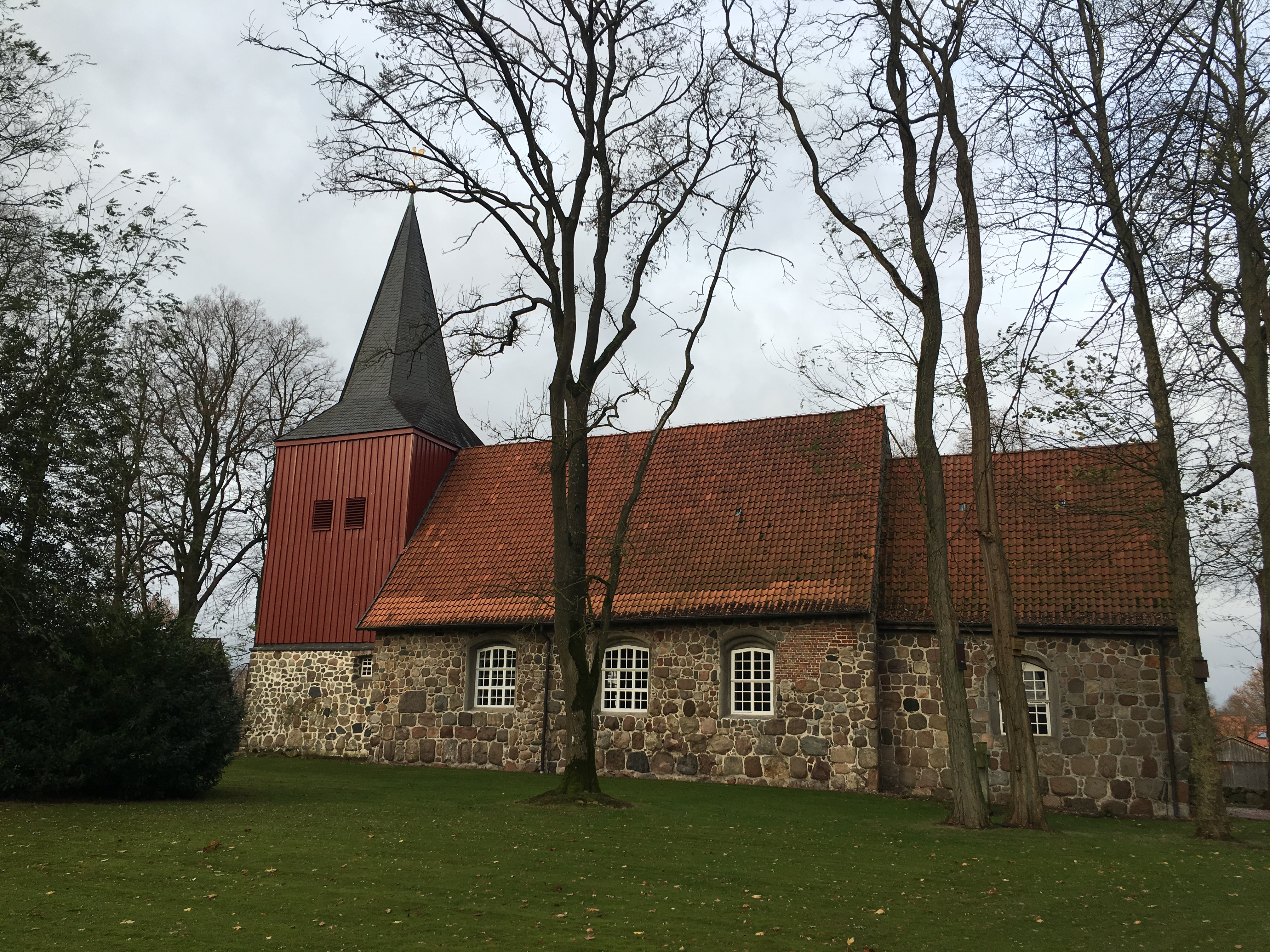
Oerel, St. Gangolf

Die evangelisch-lutherische denkmalgeschützte Kirche St. Gangolf steht in Oerel, einer Gemeinde  in der Samtgemeinde Geestequelle im Landkreis Rotenburg (Wümme) von Niedersachsen. Die Kirchengemeinde gehört zum Kirchenkreis Bremervörde-Zeven im Sprengel Stade der Evangelisch-lutherischen Landeskirche Hannovers.

## Beschreibung
Die romanische Saalkirche aus Feldsteinen stammt aus dem 12. Jahrhundert. Sie besteht aus einem zentralen rechteckigen Langhaus, das von einer hölzernen Flachdecke überspannt ist, die um 1830 bemalt wurde. Dieser Abschnitt ist der älteste Gebäudeteil. Im Osten wurde dieser Raum dann durch den Anbau eines fast quadratischen Chors erweitert. Der jüngste Teil der Kirche ist der Kirchturm, der im Westen im Jahre 1736 an das Langhaus angebaut wurde. Er war ursprünglich nicht mit der Kirche verbunden, sondern stand einige Meter von ihr entfernt. Nachdem dieser Turm bei einem Unwetter 1703 einstürzte, wurde er 1732 durch einen neuen ersetzt. Sein Erdgeschoss ist aus Feldsteinen, darüber ist er mit Holz verkleidet. Hinter seinen Klangarkaden befindet sich der Glockenstuhl mit einem komplett erhaltenen Geläut des Hamburger Glockengießers Johann Nicolaus Bieber, das dieser im Jahre 1763 gegossen hat. Die Fenster des Langhauses wurden zwischen 1825 und 1827 vergrößert. An der Nordseite befindet sich ein rundbogiges Portal. 
Der Chor hat ein gebustes Kreuzrippengewölbe aus dem 15. Jahrhundert. Alle vier Flächen, von denen jedoch bislang nur drei freigelegt wurden, sind durch frühmittelalterliche Fresken verziert, die Szenen des jüngsten Gerichtes zeigen. Über dem Chorbogen befindet sich ein kleines Kruzifix auf einem alten Balken aus der ersten Hälfte des 15. Jahrhunderts.  Im Flügelaltar von 1617 wurden ältere Holzschnitzereien aus dem 15. Jahrhundert integriert. Die spätgotischen Teile sind durch Pilaster und flache Blendbögen eingefasst. In der Mitte steht ein Marienbildnis zwischen Reliefs der Verkündigung und der Anbetung der Könige. Auf den Flügeln sind die zwölf Apostel zu sehen. Das strahlenförmige Altarretabel wurde um 1830 hinzugefügt. Ein Altarkreuz mit schlankem gestreckten Korpus stammt aus der zweiten Hälfte des 17. Jahrhunderts. Die Kanzel wurde 1831 gebaut, ihr Schalldeckel hat strahlenförmige Aufsätze wie am Altar. Die Kirche beherbergt eine Orgel mit 13 Registern, verteilt auf ein Manual und Pedal, die 1831 von Georg Peter Wilhelm gebaut und 1996 von den Gebrüdern Hillebrand restauriert wurde.

## Kirchengemeinde
Zur Kirchengemeinde gehören heute die Ortschaften Oerel, Barchel, Glinde, Ebersdorf und Alfstedt. Ursprünglich lagen auch noch die Ortschaften Spreckens, Engeo, Nieder Ochtenhausen und die Ortschaften der heutigen Kirchengemeinde Hipstedt (Hipstedt, Heinschenwalde, Neu Ebersdorf und Frelsdorf) in der Kirchengemeinde. 